# Guerre ottomano-persane (1578-1590)
Pour les articles homonymes, voir Guerres ottomano-persanes.
Batailles
Caucase (en) · Çıldır (en) · Mollahasanli (en) · Torches (en)
La guerre ottomano-persane ou  turco-séfévide de 1578–1590, troisième des guerres entre les deux empires, a mis aux prises la Perse séfévide et l'Empire ottoman.
En cette fin du XVIe siècle, les Séfévides étaient en proie à des troubles internes et, depuis la mort du shah Tahmasp Ier, la cour était déchirée entre des factions nobles rivales. Afin d'exploiter ce chaos, les Ottomans décidèrent de leur déclarer la guerre en 1577–1578. Malgré l'appui occasionnel du Khanat de Crimée vassal et de rapides victoires ottomanes au cours des premières années, le conflit s'éternisa jusqu'en 1580 vers un équilibre géopolitique et militaire, chaque camp remportant tour à tour des batailles sans lendemain ; mais la bataille des torches (en) (7 – 11 mai 1583) et l’assassinat des généraux séfévides Mirza Salman Djaberi et Hamza Mirza fit basculer l'issue. À la faveur du chaos qui abattit l'état séfévide, les Ottomans sortirent victorieux en 1590.

## Prélude
À la Sublime Porte, le Grand vizir Sokollu Mehmed Pacha poussait les feux de l'invasion, mais il essuyait les refus du sultan Mourad III jusqu'à ce que ce monarque, poussé par d'autres conseillers bellicistes, cède finalement. Depuis la mort du shah Tahmasp Ier, le gouvernement central perse de Qazvin n'avait pas retrouvé de stabilité. C'était une occasion unique de reprendre les conquêtes éphémères de Soliman le Magnifique, faites des décennies auparavant ; mais d'autres motifs incitaient à cette guerre : d'une part, les Ouzbeks proposaient aux Ottomans de monter une attaque combinée sur deux fronts ; d'autre part, le clergé ottoman invitait le sultan à se proclamer unique défenseur de la foi sunnite, et à mettre un terme au Chiisme en Perse et dans les territoires voisins. Les Ottomans entrèrent en guerre dès que les Ouzbeks envahirent les territoires séfévides d'orient, en particulier le Khorasan.

## L'invasion ottomane
Les Ottomans prirent d'abord comme objectif l’Azerbaïdjan et le Caucase, qu'ils envahirent via Ardahan, s’emparant d’Akhaltsikhe au mois d'août 1576, de Tbilissi (bataille de Çıldır, le 9 août 1578), enfin de Kars en 1580, tout en imposant à la Géorgie de se faire vassale de l'Empire ottoman.
Attaqués simultanément sur deux fronts, les Séfévides, en divisant leurs forces, subirent une succession de défaites et furent repoussés vers le centre de l'Iran. L'invasion de la plus grande partie du Caucase ouvrait une voie d'invasion directe au Khanat de Crimée, allié des Turcs.
Shirvan tomba aux mains des Ottomans avant la fin de l'été 1578, leur donnant contrôle sur presque tous les territoires à l’ouest de la côte de la Mer Caspienne, et ouvrant une voie d'invasion vers le centre de l’Arménie et l’Azerbaïdjan : ces deux régions furent attaquées en 1579 par les Tatars de Crimée d’Adil Giraï (ru), mais la tentative échoua cette fois grâce à la remarquable contre-attaque des généraux perses Mirza Salman Djaberi et Hamza Mirza (ru). Adil Giraï fut exécuté à Qazvin, la capitale des princes séfévides. Simultanément, sur le front nord-est, les Ouzbeks, en proie aux soulèvement de tribus Kirghizo-Kazakhes d’Asie centrale, battaient en retraite. Alors, les princes Géorgiens, soumis quelques années plus tôt par les Ottomans, crurent venu le moment de faire allégeance aux Séfévides d'Iran, et comme gage de leur loyauté, ils exécutèrent un grand nombre de Sunnites.
Néanmoins, stratégiquement, une victoire ottomane commençait à se profiler, surtout après la bataille des torches (en) (9–11 mai 1583). Cette victoire permit aux Ottomans de consolider leur emprise jusqu'à la Mer Caspienne, notamment les possessions séfévides du Daghestan et d’Azerbaïdjan, qu'ils conservèrent de fait jusqu'à la fin de la guerre. Les revers endurés par les chefs séfévides favorisèrent la lutte interne entre factions : Mirza Salman et Hamza Mirza furent tués par des assassins. La mort de ces deux grands généraux acheva la défaite de la Perse.
En 1585, l'armée ottomane d’Osman Pacha parvint enfin à s'emparer de Tabriz, qui resta sous domination turque pendant deux décennies ; puis en 1587, l'armée du gouverneur ottoman de Bagdad, Cigalazade Yusuf Sinan Pacha, conquit le Louristan et Hamadan. La même année, les Ouzbeks ayant achevé la pacification des tribus d'Asie Centrale, reprirent leur campagne contre les Perses et cette fois, la survie de l'Empire Séfévide était clairement en jeu. En 1588, le général ottoman Farhād Pacha s'enfonça dans le Karabakh par la Géorgie. Plusieurs tribus turkmènes Qizilbash, dont les hommes formaient l'élite de la cavalerie perse, firent leur soumission sans résistance.
Face à ces retournements dramatiques, auxquels s'ajouta un complot déjoué à Qazvin, mené par le chef de clan Murshi Quli Khan, des Oustaldjou-Qizilbash, le Shah Mohammad Khodabandeh décida d'abdiquer, confiant la succession à son fils Abbas. Toutes les provinces iraniennes du Caucase, de Mésopotamie, d’Anatolie et même de l'ouest de l'Iran étaient alors occupées par les Ottomans, cependant que les Ouzbeks s'étaient emparés de larges portions de ses territoires orientaux. Aussi, afin de rétablir l'ordre à la cour et de repousser les Ouzbeks, Abbas se résolut à concéder une paix humiliante le 21 mars 1590.

## Conséquences
Par la traité de Constantinople, conclue le 21 mars 1590, l’Empire séfévide reconnaissait les conquêtes des seuls Ottomans, promettait de mettre un terme au prosélytisme imamite en Anatolie, à la persécution des sunnites de Perse ainsi qu'à certaines pratiques râfidhites telles que le maudissement d'Aïcha et des trois premiers califes (Abou Bakr, Omar et Othman). Toutefois, la paix revenue à l'ouest laissait désormais les mains libres à Abbas pour mater les factions tribales d'Iran, entreprise trop longtemps négligée sous le règne de son père Mohammad Khodabandeh. Après avoir profondément réorganisé son armée, il pourrait reprendre les hostilités contre les Ottomans pour tâcher de reconquérir les territoires concédés à Constantinople.
Cette guerre turco-séfévide détourna temporairement les Ottomans du théâtre d'opération européen, où l'Empire ottoman, tirant astucieusement avantage des progrès de la Réforme, avait conclu l'alliance franco-ottomane et appuyé la Révolte des gueux.